# Drömt
Das Drömt, auch Drömbt oder Drehmaad, ist ein veraltetes, früher in Norddeutschland übliches Hohlmaß für Getreide (Getreidemaß). Es entspricht 12 Scheffeln oder 18 Himten, das heißt, je nach Region etwa 4,2 bis 6,8 Hektoliter.
- Mecklenburg-Strelitz 1 Last = 4 Wispel = 8 Drömt = 100 Scheffel = 1600 Metzen
- Lübeck 1 Last = 8 Drömt = 24 Tonnen = 96 Scheffel = 384 Fass
  - 1 Drömt = 23.976 Pariser Kubikzoll = 475,1 Liter (Hafer)
  - 1 Drömt = 20.208 Pariser Kubikzoll = 400 Liter (andere Getreidesorten)
- Mecklenburg und Rostock
  - 1 Drömt = 23.526,5 Pariser Kubikzoll = 466,2 Liter
- Vorpommern und Stralsund trotz preußischer Getreidemaße galt nebenher
  - 1 Drömt 12 Scheffel = 48 Vehrt/Viertel = 192 Metzen = 23.568 Pariser Kubikzoll = 467 Liter
- Lauenburg 1 Drömt = 561 Liter[3]

Davon abgeleitet wurde das Drömt vereinzelt auch als Einheit für die Ackerfläche benutzt, die mit der entsprechenden Menge an Saatgut bestellt werden konnte, zum Beispiel auf Fehmarn: 1 Drömt = 36 Quadratruten = 256 Quadratfuß.